# Кужербак
Кужербак — река в Томской области России, левый приток Чулыма. Устье реки находится в 255 км от устья по левому берегу Чулыма. Протяжённость реки 65 км, площадь бассейна — 513 км² Высота истока 118 м, высота устья 85 м
На реке расположены деревни Митрофановка, Михайловка и село Новониколаевка.

## Притоки
- 20 км: река без названия (лв)
- 31 км: ручей Кужербак (лв)
- 31 км: река без названия (лв)
- Сухоречка (лв)

## Данные водного реестра
По данным государственного водного реестра России относится к Верхнеобскому бассейновому округу, водохозяйственный участок реки — Чулым от водомерного поста села Зырянское до устья, речной подбассейн реки — Чулым. Речной бассейн реки — (Верхняя) Обь до впадения Иртыша.
Код водного объекта — 13010400312115200021315.